# Orchestre royal de chambre de Wallonie
 (janvier 2021).
Si vous disposez d'ouvrages ou d'articles de référence ou si vous connaissez des sites web de qualité traitant du thème abordé ici, merci de compléter l'article en donnant les références utiles à sa vérifiabilité et en les liant à la section « Notes et références ».
L'Orchestre royal de chambre de Wallonie est le plus ancien orchestre de chambre belge.

## Historique
L'ensemble, fondé en 1958 sous le nom Les Solistes de Bruxelles par la violoniste Lola Bobesco, devenu Ensemble d'archets Eugène Ysaye et enfin Orchestre royal de chambre de Wallonie, a été dirigé par des violonistes tels Philippe Hirshhorn, Jean-Pierre Wallez, Georges Octors et Augustin Dumay. Le pianiste Frank Braley a assuré la direction musicale de 2014 à 2020. Depuis 2020, Vahan Mardirossian lui a succédé.
L’orchestre, devenu un complice régulier du Concours musical international Reine Élisabeth de Belgique lors des demi-finales, a accompagné des solistes, instrumentistes ou chanteurs réputés, dont José Van Dam, Mstislav Rostropovitch, Mischa Maïsky, Arthur Grumiaux, Ivry Gitlis, Antoine Tamestit, Renaud et Gautier Capuçon, Michel Portal, Paul Meyer, Jean-Philippe Collard, Anne Quéffelec, Barnabás Kelemen, Richard Galliano, Gérard Caussé, Maria João Pires...
Outre ses nombreuses prestations en Belgique, en Région wallonne — en particulier à Mons où il a établi sa résidence — et à Bruxelles (Palais des Beaux-Arts, Flagey), l'ensemble s’est produit dans des salles renommées et dans le cadre de festivals réputés comme le Concertgebouw d'Amsterdam, le Théâtre des Champs-Élysées à Paris, La Folle Journée de Nantes, le Festival de Menton, ainsi que dans diverses capitales culturelles telles que Lisbonne, Munich, Tokyo, Pékin, Varsovie, Bucarest, Bayreuth, Saint-Pétersbourg, etc.